# Abdelsalam Elfaitory
Abdelsalam Faraj Omar Elfaitory (sinh ngày 22 tháng 7 năm 1993), cũng phát âm Abdulsalam Elfaitory, là một cầu thủ bóng đá người Libya thi đấu cho Al-Hilal ở vị trí tiền đạo.

## Sự nghiệp quốc tế
Elfaitory thi đấu trận quốc tế đầu tiên đội tuyển quốc gia vào ngày 7 tháng 6 năm 2013 trước CHDC Congo (0–0), khi vào sân từ ghế dự bị thay cho Éamon Zayed ở phút 62.

## Danh hiệu
Libya
- Giải vô địch bóng đá châu Phi (1): 2014[4]